# シトクロムc3ヒドロゲナーゼ
シトクロムc3ヒドロゲナーゼ（cytochrome-c3 hydrogenase）は、次の化学反応を触媒する酸化還元酵素である。
2 H2 + フェリシトクロムc3 {\displaystyle \rightleftharpoons } 4 H+ + フェロシトクロムc3
反応式の通り、この酵素の基質はH2とフェリシトクロムc3、生成物はH+とフェロシトクロムc3である。補因子として鉄、ニッケルそして鉄硫黄を用いる。
組織名はhydrogen:ferricytochrome-c3 oxidoreductaseで、別名にH2:ferricytochrome c3 oxidoreductase、cytochrome c3 reductase、cytochrome hydrogenase、hydrogenase [ambiguous]がある。